# Sami Seliö
Sami Seliö (né le 5 mai 1975) est un pilote motonautique finlandais.

## Palmarès

### Championnats du monde de F1
- 2010 –  Vainqueur
- 2009 –  3e
- 2008 –  Vice-champion
- 2007 –  Vainqueur
- 2005 –  Vice-champion